# 다케시즈
다케시즈(Takeshis')는 일본에서 제작된 기타노 다케시 감독의 2005년 판타지, 코미디 영화이다. 기타노 다케시 등이 주연으로 출연하였고 모리 마사유키 등이 제작에 참여하였다.

## 출연

### 주연
- 기타노 다케시

### 조연
- 쿄노 코토미
- 키시모토 가요코
- 오스기 렌

## 제작진
- 음향: 호리우치 센지
- 미술: 이소다 노리히로
- 미술: 이소다 노리히로
- 의상: 야마모토 요지